# Megalodontesídeos
Os Megalodontesídeos (Megalodontesidae) (anteriormente denominados de Megalodontidae, um nome já em uso para uma família de moluscos fósseis) são uma pequena família de Symphyta, contendo um único gênero vivo, Megalodontes, com cerca de 40 espécies restritas à regiões temperadas da Eurásia. Larvas de Megalodontesidae se alimentam de plantas herbáceas. Eles se distinguem dos Pamphiliidae intimamente relacionados por suas antenas serrilhadas ou pectinadas.
Em 2016, uma análise filogenética da superfamília Pamphilioidea descobriu que a extinta família Praesiricidae era parafilética em relação a Megalodontesidae, então Praesiricidae foi proposto como um sinônimo de Megalodontesidae.

## Gêneros
A partir de 2016, os seguinte gêneros pertecem  à família Megalodontesidae, dividida em quatro subfamílias:
- Subfamília Megalodontesinae Konow, 1897 (sinônimo: Rudisiriciinae Gao, Rasnitsyn, Ren & Shih, 2010 )
  - † Aulidontes Rasnitsyn, 1983
  - † Jibaissodes Ren, 1995
  - Megalodontes Latreille, 1802
  - † Rudisiricius Gao, Rasnitsyn, Ren & Shih, 2010
- Subfamília Archoxyelydinae Wang, Rasnitsyn & Ren, 2013
  - † Archoxyelyda Wang, Rasnitsyn & Ren, 2013
  - † Xyelydontes Rasnitsyn, 1983
- Subfamília Decorisiricinae Wang, Rasnitsyn, Shih, Sharkey & Ren, 2015
  - † Brevisiricius Wang, Rasnitsyn, Shih, Sharkey & Ren, 2015
  - † Decorisiricius Wang, Rasnitsyn, Shih, Sharkey & Ren, 2015
  - † Limbisiricius Wang, Rasnitsyn, Shih, Sharkey & Ren, 2015
- Subfamília Praesiricinae Rasnitsyn, 1968
  - † Praesirex Rasnitsyn, 1968
  - † Turgidontes Rasnitsyn, 1990
- Incertae sedis
  - † Hoplitolyda Gao, Shih, Rasnitsyn & Ren, 2013
  - † Sinosepulca Ren, 1995